# Шуби-Ныхасская пещера
Шуби-Ныхасская пещера — карстовая пещера, находится на Северном Кавказе, на территории Северо-Осетинского государственного заповедника в Алагирском ущелье.

## Общие сведения
Это карстовая пещера общей длиной свыше 1 км образовалась в нижнемеловых (валанжинских) известняках в зоне Карцинского разлома. В пещере есть вода и как следствие — разнообразные карбонатные образования, такие как сталактиты и сталагмиты.
Находится пещера между селами Тамиск и Зинцар в Алагирском ущелье у подножия Скалистого хребта на западном склоне горы Кариу в урочище Шуби (на 2 км южнее санатория «Тамиск») .

## Обитатели пещеры
В Шуби-Ныхасской пещере обитает пять видов летучих мышей. Три вида внесены в Красную Книгу. Остроухая ночница (Myotis blythi) образует колонию до 1300 экземпляров. В небольшом количестве имеются Малый подковонос (Rhinolophus hipposideros) и Большой подковонос (Rhinolophus ferrumequinum). Один раз наблюдалась усатая ночница. В 1982 г. в пещере впервые для Кавказа наблюдалась малая ночница.